# أحادي أكسيد ثنائي الكربون
أحادي أكسيد ثنائي الكربون هو جزيء يتكون من ذرتين من الكربون وذرة واحدة من الأكسجين (C2O)، وله تفاعلية كيميائية كبيرة، بحيث أنه غير مستقر في الشروط العادية.

## التحضير
يحضر أحادي أكسيد ثنائي الكربون من التفكك الضوئي لمركب دون أكسيد الكربون.
{\displaystyle \mathrm {C_{3}O_{2}\ {\xrightarrow {\ }}\ CO+C_{2}O} }

## الخواص
رغم النشاط الكيميائي الكبير لهذا النوع الكيميائي، إلا أنه تمت دراسة تفاعله مع أحادي أكسيد النتروجين (NO) وثنائي أكسيد النتروجين (NO2).

## اقرأ أيضاً
- أحادي أكسيد الكربون
- ثنائي أكسيد الكربون
- دون أكسيد الكربون